# Andrejs Eglītis
Andrejs Eglītis (Laudona, 21 ottobre 1912 – Riga, 23 febbraio 2006) è stato uno scrittore lettone.

## Biografia
Durante la seconda guerra mondiale combatté contro l'esercito sovietico a fianco della Wehrmacht, cosicché nel 1945 si dovette autoesiliare in Svezia.
Direttore del Fondo nazionale lettone, fu autore di opere come Dio, la tua terra brucia (1943) e Otranto (1956).